# Custódia
Custódia es un municipio brasileño del estado de Pernambuco. Tiene una población estimada al 2020 de 57 375 habitantes.

## Historia
En el siglo XVII se iniciaron los primeros asentamientos del actual municipio de Custódia, fruto de los viajeros venidos de la Sierra da Baixa Verde (donde se localizan actualmente los municipios de Triunfo y Santa Cruz da Baixa Verde), Vila Bella (actual Serra Talhada), Olho D'água dos Bredos (actual Arcoverde) y Alagoa de Bajo (actual Sertânia). En consonancia con la historia local, la entrada en el territorio fue hecha por el coronel Luiz Tenório de Melo en el mismo siglo, comenzado por la localidad de Quitimbu. Los jesuitas se instalaron por algún tiempo en aquella localidad, construyendo una capilla. Dice la tradición que una de los orígenes del nombre Custódia vendría del hecho de que los jesuitas estén "bajo custódia" de la población local que los acogió, ya que estaban siendo perseguidos y fue en la localidad donde quedaron protegidos. Sin embargo, la versión más aceptable es que el nombre sería un homenaje a Dona Custódia, propietaria de una posada que hospedaba troperos y viajeros.
El primer nombre de la localidad fue Fazenda Santa Cruz, después pasó a llamarse Custódia. El 11 de septiembre de 1928 fue elevado la categoría de municipio y desglosado de la actual Sertânia.